# Anne Johansson
Anne Johansson, född Evensen 25 mars 1946 är en svensk körledare och musikpedagog, lektor vid Högskolan för scen och musik vid Göteborgs universitet.

## Biografi
Johansson utbildade sig vid musikhögskolan i Göteborg och avlade 1968 högre musiklärarexamen och 1970 musikpedagogisk examen vid Kungliga Musikhögskolan i Stockholm.
Mellan 1985 och 2013 var Johansson ansvarig för Brunnsbo musikklasser i Göteborg. Hon är körledare för Göteborgs Ungdomskör där de flesta körsångarna har sjungit i Brunnsbo musikklasser.

## Priser och utmärkelser
- 1993 – Stipendium ur Stiftelsen Madeleine Ugglas Stipendiefond[3]
- 1993 – Musikaliska Akademiens pris för pedagogisk verksamhet bland ungdom
- 2000 – Årets barn- och ungdomskörledare
- 2005 – Norrbymedaljen